# Yeny Contreras
Yeny Contreras Loyola (* 2. August 1979 in Coronel) ist eine chilenische Taekwondoin. Sie startet in der Gewichtsklasse bis 57 Kilogramm.
Contreras kam mit zehn Jahren zum Taekwondo. Sie bestritt ihre ersten internationalen Titelkämpfe bei der Weltmeisterschaft 1995 in Manila, schied jedoch nach ihrem Auftaktkampf aus. 1998 wurde sie in Lima in der Klasse bis 47 Kilogramm Panamerikameisterin, 2002 wiederholte sie in Quito den Titelgewinn in der Klasse bis 51 Kilogramm. Auch in den folgenden Jahren blieb Contreras bei kontinentalen Titelkämpfen erfolgreich. Neben zwei Bronzemedaillen bei den Panamerikameisterschaften 2004 und 2006 gewann sie auch bei den Panamerikanischen Spielen 2011 in Guadalajara Bronze in der Klasse bis 49 Kilogramm. Ihren größten Erfolg feierte sie beim panamerikanischen Olympiaqualifikationswettbewerb in Santiago de Querétaro, wo sie in der Klasse bis 57 Kilogramm das Finale gegen Nidia Muñoz erreichte und sich für die Olympischen Spiele 2012 in London qualifizierte. Sie ist die erste chilenische Taekwondoin, die an Olympischen Spielen teilnahm. In der ersten Runde schied sie dabei gegen die spätere Bronzemedaillengewinnerin Marlène Harnois aus.
Contreras studierte Naturwissenschaften an der Universidad de Chile, wo sie noch heute arbeitet.